# Tipraite mac Taidg
Tipraite mac Taidg (ou Tipraiti mac Taidg) (mort en 786) est un roi de Connacht issu des Uí Briúin Aí une branche des Connachta. Il est le petit-fils de Indrechtach mac Muiredaig Muillethan (mort en 723), un précédent souverain et le neveu de Áed Balb mac Indrechtaig (mort en 742). Il appartient au sept Síl Muiredaig des Uí Briúin et règne de 782 à 786.

## Règne
en 783 l'année de son accession au trône est marquée par la promulgation de la Loi de Saint Patrick d'Armagh à Cruachu par Tipraite et l'abbé d'Armagh, Dub dá Leithe I mac Sínaig (mort en 793). Ce événement officialise la mutuelle reconnaissance des prétentions d'Armagh et des Uí Briúin dans le Connacht. Le choix de Tipraite de l'église d'Armagh plutôt que de l'abbaye d'Iona démontre son volonté de poursuivre une politique ecclésiastique indépendante de celle de l'Ard ri Erenn Donnchad Midi mac Domnaill.
In 784 Tipraite défait les Uí Fiachrach Aidhne lors de la bataille de Carn Conaill près de Gort. Also, En 785 il est victorieux des Uí Fiachrach du nord à la bataille de Muad c'est-à-dire du fleuve Moy. Ces victoires établissement la prépondérance des Uí Briúin sur le Connacht. A mort un conflit de succession entre les différents septs éclate.

## Sources
- (en) Francis John Byrne, Irish Kings and High-Kings, Londres, Batsford, 1973 (ISBN 0-7134-5882-8)
- (en) T.W Moody, F.X. Martin, F.J. Byrne A New History of Ireland IX Maps, Genealogies, Lists. A companion to Irish History part II . Oxford University Press réédition 2011  (ISBN 9780199593064) Kings of Connacht to 1224 p. 138.